# 1061

## Události
- Konrád I. Brněnský převzal vládu nad nově vytvořeným brněnským údělem
- v Szekszárdu byl založen benediktinský klášter
- zvolen papež Alexandr II.

## Úmrtí
- 28. leden – Spytihněv II., český kníže (* 1031)
- 19. červenec nebo 27. červenec – Mikuláš II., papež (* ?)
- ? – Izák I. Komnenos, byzantský císař (* 1005)
- ? – Humbert de Silva Candida, francouzský kardinál (* asi 1010)

## Hlavy států
- České knížectví – Spytihněv II. / Vratislav II.
- Papež – Mikuláš II. / Alexandr II. – Honorius II. (vzdoropapež)
- Svatá říše římská – Jindřich IV.
- Anglické království – Eduard III. Vyznavač
- Aragonské království – Ramiro I.
- Barcelonské hrabství – Ramon Berenguer I. Starý
- Burgundské vévodství – Robert I. Starý
- Byzantská říše – Konstantin X. Dukas
- Dánské království – Sven II. Estridsen
- Francouzské království – Filip I.
- Kyjevská Rus – Izjaslav I. Jaroslavič
- Kastilské království – Ferdinand I. Veliký
- Leonské království – Ferdinand I. Veliký
- Navarrské království – Sancho IV.
- Norské království – Harald III. Hardrada
- Polské knížectví – Boleslav II. Smělý
- Skotské království – Malcolm III.
- Švédské království – Stenkil
- Uherské království – Ondřej I. / Béla I. Uherský